# Immeuble Daun
L'immeuble Daun (en serbe cyrillique : Палата Даун ; en serbe latin : Palata Daun) est situé à Zrenjanin, dans la province de Voïvodine et dans le district du Banat central, en Serbie. Avec l'ensemble du quartier ancien de la ville, il est inscrit sur la liste des entités spatiales historico-culturelles de grande importance de la République de Serbie (identifiant no PKIC 48) et, à ce titre, sur la liste des monuments culturels de grande importance.

## Présentation
L'immeuble est situé 18 rue Aleksandra I Karađorđevića. Il se présente comme un bâtiment massif doté d'un rez-de-chaussée et d'un étage dans l'alignement des rues Kralja Aleksandra I, Јеvrејska et Gimnazijska. Une quatrième aile referme l'ensemble autour d'une cour intérieure. L'édifice prend ainsi la forme d'un rectangle allongé.
Il a été construit entre 1880 et 1882 par l'architecte Rudolf Jaricz pour Julius Daun, un riche marchand propriétaire d'une briqueterie. Par son style, il est caractéristique de l'académisme dans une variante inspirée par l'architecture italienne de la Renaissance. Cette influence est particulièrement visible dans le traitement décoratif des façades avec une nette séparation horizontale entre le toit et le reste de la façade grâce à une avancée moulurée, ainsi que des ornements en stuc autour et entre les fenêtres : frontons triangulaires, frontons arrondis et surbaissés ou pilastres avec des chapiteaux ioniques.
L'intérieur est lui aussi décoré, notamment le hall d'entrée principal qui était situé rue Gimnazijska avec un escalier et une galerie en fer forgé.
L'immeuble Daun est représentatif d'une maison de ville de la fin du XIXe siècle.